# Novobilozerka, Vasîlivka
Novobilozerka (în ucraineană Новобілозерка) este un sat în comuna Mala Bilozerka din raionul Vasîlivka, regiunea Zaporijjea, Ucraina.

## Demografie
Componența lingvistică a localității Novobilozerka
     Ucraineană (83,63%)
     Rusă (15,79%)
Conform recensământului din 2001, majoritatea populației localității Novobilozerka era vorbitoare de ucraineană (83,63%), existând în minoritate și vorbitori de rusă (15,79%).